# NGC 3239
NGC 3239 is een onregelmatig sterrenstelsel in het sterrenbeeld Leeuw. Het hemelobject werd op 21 maart 1784 ontdekt door de Duits-Britse astronoom William Herschel. Door de eigenaardige en verwarrend uitziende vorm van dit stelsel wordt NGC 3239 door amateur astronomen de Loony galaxy genoemd.

## Synoniemen
- UGC 5637
- IRAS10224 1724
- MCG 3-27-25
- Arp 263
- ZWG 94,38
- VV 95
- KCPG 236A
- PGC 30560